# Падерборн (Іллінойс)
Падерборн (англ. Paderborn) — переписна місцевість (CDP) в США, в окрузі Сент-Клер штату Іллінойс. Населення — 35 осіб (2020).

## Географія
Падерборн розташований за координатами 38°21′34″ пн. ш. 90°2′49″ зх. д. / 38.35944° пн. ш. 90.04694° зх. д. (38.359430, -90.046929).  За даними Бюро перепису населення США в 2010 році переписна місцевість мала площу 0,40 км², з яких 0,39 км² — суходіл та 0,01 км² — водойми.

## Демографія
Згідно з переписом 2010 року, у переписній місцевості мешкали 43 особи в 21 домогосподарстві у складі 13 родин. Густота населення становила 109 осіб/км².  Було 22 помешкання (56/км²).
Расовий склад населення:
| - 100,0 % — білих |

До двох чи більше рас належало 0,0 %. Частка іспаномовних становила 0,0 % від усіх жителів.
За віковим діапазоном населення розподілялося таким чином: 11,6 % — особи молодші 18 років, 69,8 % — особи у віці 18—64 років, 18,6 % — особи у віці 65 років та старші. Медіана віку мешканця становила 52,3 року. На 100 осіб жіночої статі у переписній місцевості припадало 104,8 чоловіків;  на 100 жінок у віці від 18 років та старших — 111,1 чоловіків також старших 18 років.
Цивільне працевлаштоване населення становило 22 особи. Основні галузі зайнятості: будівництво — 50,0 %.